# 橘輔政
橘 輔政（たちばな の すけまさ）は、平安時代中期の貴族。名は輔正とも表記される。大納言・橘好古の三男。官位は従四位下・越中守。

## 経歴
天元5年（982年）3月5日以前に備中介に任ぜられる。その後、修理亮に転じた。寛和元年（985年）7月16日、祈雨のために十六社に奉幣が行われた。輔政は廣瀬神社、龍田神社へ奉幣使として向かった。しかし、その途中にて人に襲われ、御幣を盗まれた上に打凌されてしまう。即ち事情が上奏され、検非違使が派遣された。
長保元年（999年）11月に子・惟頼やその郎党が殺害されるという事件が起こる。輔政は右京大夫・藤原致忠を訴えてこれを佐渡国に流した。治安4年（1024年）以前に山城守を務め、万寿2年（1025年）には越中守として任国に赴任するなど地方官を歴任。その際に右大臣・藤原実資より綾織の褂を賜っている。各系図によると、位階は従四位下に至ったという。

## 官歴
『小右記』による。
- 天元5年（982年） 3月5日：見備中介
- 寛和元年（985年） 7月16日：見修理亮
- 長保元年（999年） 11月19日：前相模介
- 治安4年（1024年） 2月7日：前山城守
- 万寿2年（1025年）3月24日：見越中守

## 系譜
『橘氏系図』（群書類従）による。
- 父：橘好古
- 母：不詳
- 生母不明の子女
  - 男子：橘惟通（?-?）
  - 男子：橘好政（?-?）
  - 男子：橘惟頼（?-999）
  - 女子：源頼定室